# Lozinghem
Lozinghem é uma comuna francesa na região administrativa de Altos da França, no departamento de Pas-de-Calais. Estende-se por uma área de 2,15 km². Em 2010 a comuna tinha 1 286 habitantes (densidade: 598,1 hab./km²).